# اکاسیا جانسون

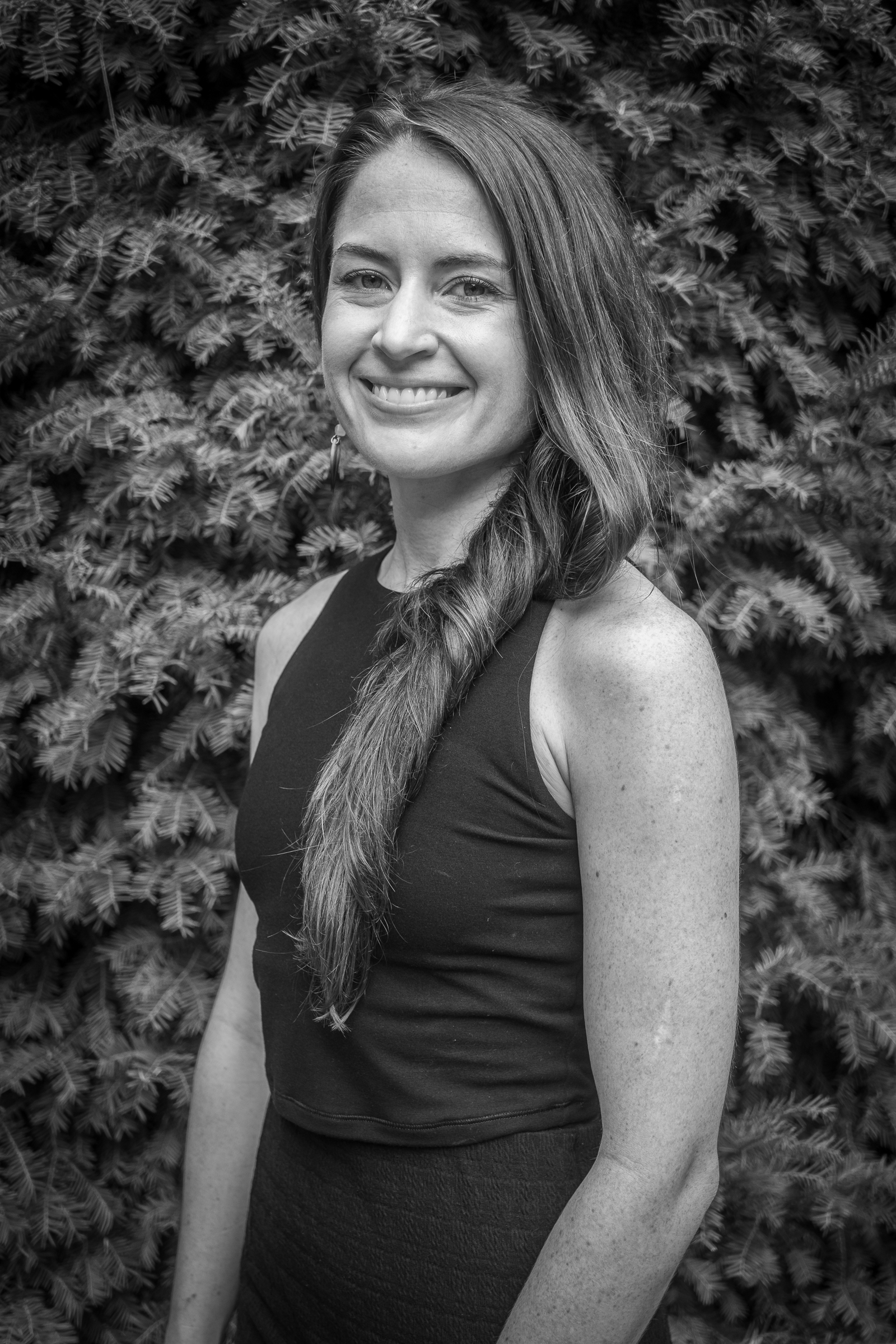
اکاسیا جانسون (2022 میلادی)

اکاسیا جانسون (انگلیسی: Acacia Johnson؛ زادهٔ ۸ مهٔ ۱۹۹۰) عکاس، و نویسنده اهل ایالات متحده آمریکا است.
وی همچنین برندهٔ جوایزی همچون برنامه فولبرایت شده‌است.